# Denis Flahaut
Denis Flahaut (Valenciennes, 28 de noviembre de 1978) es un ciclista francés. Actualmente corre para el modesto equipo continental neozelandés, CCT p/b Champion System. 
Debutó en profesionales en 2006 con el modesto conjunto belga Flanders, antes de pasar a ser conocido por el público en general dos años después por su salto al equipo español Saunier Duval-Scott, cuya plantilla dejó en 2009 para incorporarse al conjunto belga Landbouwkrediet-Colnago. De ahí pasó al ISD ucraniano y al Roubaix-Lille Métropole, para acabar corriendo en 2013 en el Colba-Superano Ham, equipo que dejó tras perder este la categoría continental y pasar a ser amateur.

## Biografía
Tras una destacada carrera como amateur, en la que obtuvo sus primeras tres victorias de categoría UCI en el Tour de Faso africano, Flahaut obtuvo sus primeros triunfos profesionales en la temporada 2007, formando parte del equipo franco-belga Jartazi Promo Fashion. Con él se apuntó cuatro triunfos en Centroeuropa: la Neuseen Classics - Rund um die Braumkohle, disputada en la localidad alemana de Leipzig en el mes de mayo, una etapa del OZ Wielerweekend neerlandés y la Vuelta a Zelanda Central en el mismo país, ambas en junio, y la Vlaamse Havenpijl belga en agosto.
No fue hasta su fichaje con Saunier Duval-Scott, en 2008, cuando pasó a ser conocido mundialmente con un equipo del UCI ProTour. Con el equipo dirigido por Joxean Fernández "Matxin", Flahaut obtuvo importantes resultados durante la primera mitad de campaña, logrando un quinto lugar en una etapa del Tour Down Under, varios puestos de honor en las pruebas de un día de la Challenge de Mallorca y, además, una victoria de etapa en la Vuelta a Andalucía, concedida a posteriori tras el borrado de todos los resultados obtenidos durante la primera parte de 2008 por el italiano Alessandro Petacchi.
A pesar de no poder debutar en una gran carrera por etapas, Flahaut consiguió un buen resultado en la segunda mitad de campaña, cuando terminó quinto en un esprint masivo del Tour de Polonia. Los problemas sufridos por el Saunier Duval-Scott (en aquel tiempo renombrado como Scott-American Beef, a causa de la marcha del patrocinador principal) le obligaron a cambiar de equipo. En la temporada 2009, Flahaut fichó por el equipo belga Landbouwkrediet-Colnago, en el que disputó las carreras más importantes de Bélgica y Francia. Ese año, Flahaut obtuvo dos victorias en carreras de un día: el Ereprijs Victor de Bruyne, prueba menor disputada el 1 de mayo en la localidad flamenca de Hoboken, y el Nationale Sluitingsprijs - Putte-Kapellen, en octubre, prueba que cerraba la temporada en Bélgica.

## Palmarés
| 2004 - 3 etapas del Tour du Faso 2007 - Neuseen Classics - 1 etapa del OZ Wielerweekend - Delta Profronde - Antwerpse Havenpijl - Memorial Arno Wallaard 2008 - 1 etapa de la Vuelta a Andalucía 2009 - Gran Premio del 1 de Mayo - Premio Nacional de Clausura | 2010 - G. P. Tallin-Tartu - Omloop van het Waasland - G. P. Denain 2011 - G. P. Villa de Lillers-Souvenir Bruno Comini 2012 - 1 etapa del Paris-Arras Tour |

## Equipos
- Flanders  (2006)
- Jartazi-Promo Fashion (2007)
- Saunier Duval-Scott / Scott-American Beef (2008)
- Landbouwkrediet-Colnago (2009)
- ISD Continental Team (2010)
- Roubaix Lille Métropole (2011-2012)
- Colba-Superano Ham (2013)
- Veranclassic-Doltcini (2014)
- CCT p/b Champion System (2015-)